# Meetschow

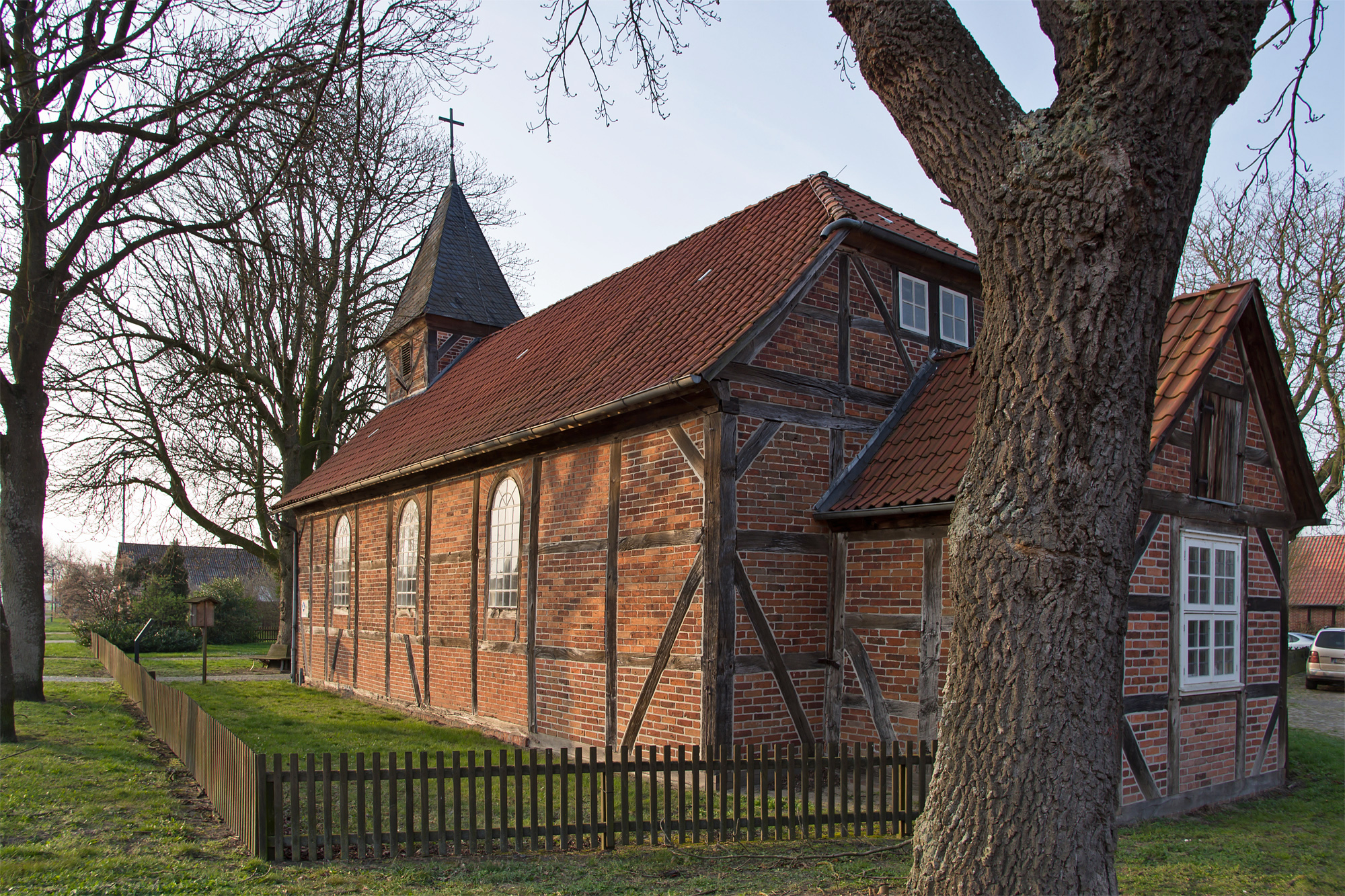
Dorfkirche Meetschow

Meetschow ist ein Ortsteil der Gemeinde Gorleben in der Samtgemeinde Gartow im Landkreis Lüchow-Dannenberg im äußersten Nordosten von Niedersachsen. Der Ort liegt östlich vom Kernort Gorleben.
Nördlich von Meetschow mündet die Seege in die Elbe. Am nordwestlichen Rand des Ortes befindet sich die vermutlich 1731 erbaute Dorfkirche Meetschow. Nordöstlich am Laascher See befand sich der Burgwall von Meetschow.
Am 1. Juli 1972 wurde Meetschow in die Gemeinde Gorleben eingegliedert.